# بمب‌گذاری ۱۹۷۴ مجلس بریتانیا
بمب‌گذاری ۱۹۷۴ مجلس بریتانیا (انگلیسی: 1974 Houses of Parliament bombing)در روز ۱۷ ژوئن بمب‌گذاری کاخ وست‌مینستر محل برگزاری جلسات دو مجلس عوام و مجلس اعیان بریتانیا که توسط ارتش موقت جمهوریخواه ایرلند صورت گرفت. خسارات مادی زیادی به وجود آورد اما تلفات جانی نداشت و تنها ۱۱ نفر زخمی شدند.